# Siedmiozgłoskowiec
Siedmiozgłoskowiec – forma wierszowa złożona z siedmiu sylab.
Szereg siedmiosylabowy, najczęściej dwu- albo trzyakcentowy, pojawia się na ogół jako samodzielny wers w wierszach izosylabicznych, przeplatanych i różnowersowych lub też jako komponent w dłuższych wersach sylabicznych.
Wolno i sennie chodzą
po jasnym tle błękitu
złocisto-białe chmurki
z połyskiem aksamitu.
Niekiedy się zesrebrzy
pod słońca blask z ukosa
jaskółka śmigła, czarna,
sunąca przez niebiosa.
Kazimierz Przerwa-Tetmajer, W lesie
Siedmiozgłoskowy jest pierwszy człon polskiego trzynastozgłoskowca. Segment siedmiosylabowy może się sylabotonizować w kierunku anapestycznym lub jambicznym. Siedmiozgłoskowy odcinek anapestyczny występuje w strofie mickiewiczowskiej.